# Марі-Йошкаренер
Марі́-Йошкарене́р (рос. Мари-Йошкаренер, марій. Марий Йошкарэҥер) — присілок у складі Куженерського району Марій Ел, Росія. Входить до складу Салтак'яльського сільського поселення.

## Населення
Населення — 10 осіб (2010; 11 у 2002).
Національний склад (станом на 2002 рік):
- марійці — 100 %